# Австралійська плямиста акула бліда
Австралійська плямиста акула бліда (Asymbolus pallidus) — акула з роду австралійська плямиста акула родини котячі акули.

## Опис
Загальна довжина досягає 46,7 см. Голова відносно довга. Очі великі, мигдалеподібні з миготливою перетинкою, зіниці щілиноподібні. За ними розташовані невеличкі бризкальця. Ніздрі помірні з носовими клапанами. Рот невеликий. На обох щелепах розташовано по 34-36 робочих зубів. Зуби дрібні, з численними верхівками, з яких центральна є високою й гострою, 2-4 бокові — низенькі на кшталт горбика. У неї 5 пар зябрових щілин. Тулуб стрункий, гнучкий. Грудні плавці помірного розміру, не дуже широкі. Має 2 спинних плавців однакового розміру. Перший спинний плавець розташовано позаду черевних плавців, задній — позаду анального плавця. Черевні плавці низькі, витягнуті. Відстань між черевними та анальним плавцями дорівнює ширині анального плавця. Хвостовий плавець довгий, хвостове стебло тонке. Плавець гетероцеркальний, верхня лопать добре розвинена на відміну від нижньої.
Забарвлення блідо-біле, по всьому тілу розкидані коричневі плямочки.

## Спосіб життя
Тримається на глибинах від 225 до 402 м. Полює на здобич біля дна, є бентофагом. Живиться невеличкими ракоподібними, головоногими молюсками, морськими морськими червами, а також дрібною костистою рибою.
Статева зрілість самців сягає при розмірі 32 см. Це яйцекладна акула. Самиця відкладає 1 яйце. При завершення інкубаційного періоду акуля має 19 см.
Не є об'єктом промислового вилову внаслідок низької якості її м'яса.

## Розповсюдження
Мешкає на відстані 1000 км від узбережжя північно-східної Австралії (Квінсленда).